# C.S. Lewis
C.S. Lewis, właśc. Clive Staples Lewis, ps. Jack (ur. 29 listopada 1898 w Belfaście, zm. 22 listopada 1963 w Kilns) – brytyjski pisarz, filozof, filolog i świecki teolog. Znany jest ze swoich prac na temat literatury średniowiecznej, dzieł krytycznoliterackich oraz z zakresu apologetyki chrześcijańskiej, jak również cyklu powieści fantastycznych Opowieści z Narnii (1950–1956, pierwsze wyd. polskie 1984–1989).
Był jednym z najbliższych przyjaciół J.R.R. Tolkiena, wraz z którym wykładał na wydziale literatury angielskiej na Uniwersytecie Oksfordzkim. Wspólnie należeli do literackiej grupy Inklingów. Częściowo ze względu na wpływ Tolkiena, a także lektury Gilberta Keitha Chestertona Lewis wrócił do praktyk religijnych.
Jego prace zostały przetłumaczone na ponad czterdzieści języków i sprzedały się w ogromnym nakładzie (samych Opowieści z Narnii kupiono ponad 120 milionów egzemplarzy na całym świecie i szacuje się, że nadal sprzedają się w liczbie miliona egzemplarzy rocznie).

## Życiorys

### Dzieciństwo
Urodził się 29 listopada 1898 roku w Belfaście w Irlandii, w zamożnej protestanckiej rodzinie walijskiego pochodzenia. Był synem prawnika Alberta Jamesa Lewisa (1863–1929) i córki anglikańskiego pastora Florence (Flory) Augusty Lewis z domu Hamilton (1862–1908). Oboje ukończyli wyższe studia, próbowali też swoich sił w pisaniu opowieści przygodowych, lecz bez większych sukcesów – Albertowi nigdy nie udało się wydać swoich prac, natomiast Florence udało się zamieścić jedno opowiadanie w czasopiśmie „The Household Journal” o tytule „Princess Rosetta” (Księżniczka Rosetta). Clive Staples miał starszego o trzy lata brata, Warrena Hamiltona Lewisa („Warniego”).
Jako mały chłopiec, C.S. Lewis kazał mówić na siebie Jacksie na pamiątkę ukochanego psa, który zginął pod kołami samochodu. Później już zawsze był nazywany Jackiem wśród rodziny i przyjaciół.
W 1905 roku rodzina przeniosła się do dużego domu zwanego Little Lea położonego w Strandtown, również w Irlandii Północnej. We wspomnieniach, kuzynka Lewisa Claire Clapperton nadmienia bogato rzeźbioną szafę z dębowego drewna, wykonaną przez ojca Alberta Jamesa. Kuzyni często przesiadywali w niej w ciemnościach, słuchając przygodowych opowieści Jacksiego. Clive Staples i jego brat uwielbiali wspólnie spędzać czas w bibliotece rodziców, czytając najchętniej książki Edith Nesbit i Beatrix Potter, a także opowieści o rycerzach i antropomorficznych postaciach. Razem tworzyli własne światy wyobraźni – „Indie” i „krainę zwierząt”, z połączenia których zrodziło się później wyimaginowane królestwo Boxen. W 1908 roku zmarła jego chorująca na raka matka. Lewis stracił też w pewnym sensie ojca i dom – podczas choroby Florence ojciec stał się wybuchowy i nieprzewidywalny. Nigdy nie poradził sobie z jej śmiercią, przez co jego stosunki z dziećmi stawały się coraz bardziej napięte. Nie zmieniło się to już do końca życia mężczyzny.

### Edukacja
Kilka tygodni po śmierci matki Jack i Warren zostali wysłani do szkoły z internatem o nazwie Wynard School w mieście Watford. Jest to najgorsze wspomnienie z dzieciństwa Lewisa: szkoła znajdowała się w surowym budynku, nie posiadała ani biblioteki, ani boiska, była nazbyt wymagająca, a jej dyrektor lubił znęcać się fizycznie i psychicznie nad uczniami. Dwa lata po ukończeniu w niej nauki przez Lewisów, Wynard School zbankrutowała, a jej dyrektor został uznany oficjalnie za osobę niepoczytalną. Albert Lewis zapisał wtedy Jacka do Campbell College w samym Belfaście. Rozpoczął zajęcia w październiku, ale już w listopadzie, ze względu na problemy zdrowotne, musiał przerwać edukację. Rok później wrócił do szkoły, tym razem do prywatnego gimnazjum o nazwie Cherbourg House w Malven i przez kolejne dwa lata prowadził spokojne, ciche życie. Ostatnie wydarzenia sprawiły, że chłopiec porzucił wiarę chrześcijańską i stał się ateistą. Interesował się wówczas mitologią i okultyzmem. Po ukończeniu gimnazjum Lewis podjął naukę w Malvern College. Nie czuł się tam szczęśliwy, nie cierpiał zajęć, ani nie mógł znaleźć sobie przyjaciół. Po dwóch latach ojciec znalazł mu prywatnego nauczyciela w miasteczku Great Bookham w hrabstwie Surrey. Był nim William Kirkpatrick, elokwentny ateista, który ugruntował sceptycyzm młodego Lewisa. Pomimo to nigdy nie zatracił on swojej fascynacji światem czarów. Jego ulubionym utworem stał się wówczas Phantastes George’a MacDonalda, oniryczna powieść łącząca liczne alegorie z mistycyzmem o przygodach chłopca Andosa (Andos  – dosł. zabłąkany), który po śmierci matki opuścił dom, aby odkrywać zaczarowany las.
17 kwietnia 1917 roku Lewis zapisał się do kolegium University College w Oksfordzie, lecz wkrótce został powołany do służby w lekkim pułku piechoty z Somerset. W czerwcu 1917 roku dołączył do batalionu kadetów stacjonującego w Oksfordzie. Zaprzyjaźnił się tam z innym kadetem, Edwardem F.C. Moore o pseudonimie „Paddy”. Lewis poznał jego matkę, Janie King Moore, a także młodszą siostrę – Maureen. Przed wyruszeniem na front francuski przyjaciele przysięgli sobie, że gdyby któryś z nich nie przeżył, drugi zaopiekuje się jego rodzicem. Obaj walczyli na okopach we Francji, gdzie 15 kwietnia 1918 roku Lewis został raniony trzema odłamkami. Trafił do szpitala polowego we Francji, skąd został przewieziony do Anglii. Kilka miesięcy później Paddy zginął w akcji. Podczas pobytu w szpitalu Jackowi nie udało się nakłonić ojca od odwiedzin, za to bardzo często przychodziła do niego Janie. Po rekonwalescencji zamieszkał w jej domu i wkrótce zaczął ją przedstawiać jako własną matkę. Mieszkali razem przez ponad trzydzieści lat, aż do jej śmierci w 1951 roku.
Lewis ponownie podjął studia w Oksfordzie, gdzie wybrał zajęcia z filozofii, filologii klasycznej i literatury angielskiej. Poznał wówczas Owena Barfielda, który stał się jego wieloletnim przyjacielem. To Barfield po raz pierwszy podważył materialistyczny światopogląd Lewisa. Później zadedykował on Barfieldowi swoje naukowe opracowanie Alegoria miłości, nazywając go „najmądrzejszym i najlepszym spośród swoich nieoficjalnych nauczycieli”. Ich bliską relację przerwała dopiero śmierć Lewisa.
Po długiej podróży, którą rozpoczął pod koniec studiów uniwersyteckich w 1931 roku, Lewis powrócił do chrześcijaństwa. Na jego decyzję wpłynęły między innymi lektury George’a MacDonalda i G.K. Chestertona, jak również rozmowy z J.R.R. Tolkienem, Hugo Dysonem i Barfieldem. Następnie został członkiem Kościoła Anglikańskiego, choć nigdy do końca się nie zgadzał z jego wykładnią. Swoją przemianę opisuje w autobiografii Zaskoczony radością.

### Kariera
Lewis, Tolkien, Barfield oraz kilku ich przyjaciół z kręgu akademickiego utworzyli społeczność literacką, noszącą nazwę Inklingowie (The Inklings). Spotykali się w pubie Eagle and Child w Oksfordzie, gdzie przy piwie odczytywali swoje pierwsze dzieła i prowadzili dyskusje. Lewis od 1925 roku wykładał na Uniwersytecie Oksfordzkim oraz był częstym gościem oksfordzkiego klubu Sokratesa, w którym wierzący i niewierzący debatowali na tematy religijne. W 1936 roku opublikował Alegorię miłości, pracę naukową poświęconą średniowiecznej poezji miłosnej, która przyniosła mu wielką renomę.
Po wybuchu II wojny światowej Lewis usiłował powrócić do służby wojskowej, lecz nie został do niej dopuszczony. Od 1941 do 1943 roku prowadził cykl pogadanek radiowych dla BBC. Poruszał w nich tematy religijne. 2 maja 1941 w czasopiśmie „The Guardian” został zamieszczony pierwszy z 31 Listów starego diabła do młodego.
16 października 1951 został wydany pierwszy tom Opowieści z Narnii – Lew, czarownica i stara szafa. Cykl ten zawiera liczne nawiązania do chrześcijaństwa, lecz również do mitologii greckiej, rzymskiej, a także tradycyjnych baśni brytyjskich i irlandzkich.

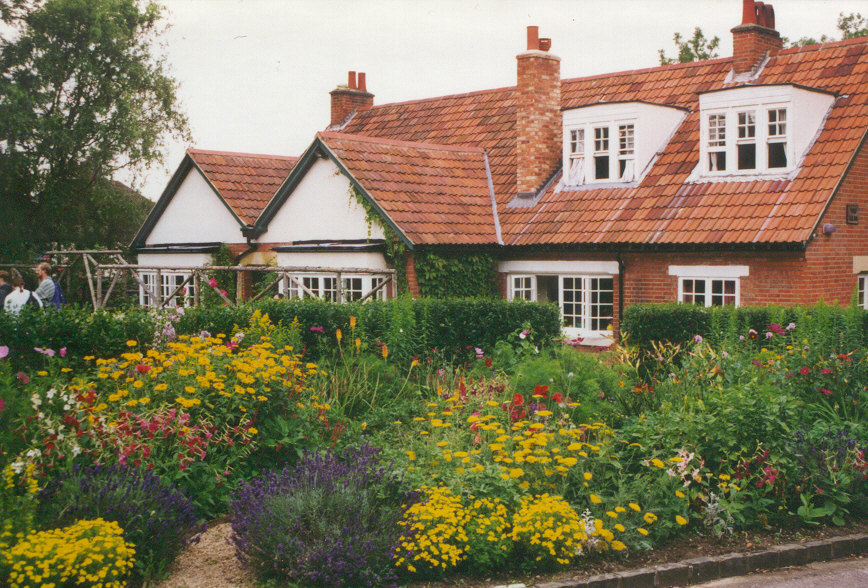
Dom Lewisa w Kilns

W 1954 roku Lewis zaakceptował posadę w nowo utworzonej katedrze literatury średniowiecznej i renesansowej w kolegium Magdalene na Uniwersytecie w Cambridge, gdzie pozostał do końca swojej kariery. Był silnie związany z Oksfordem, powracał tam aż do śmierci w 1963 roku.
Istotną sprawą w późnym okresie życia Lewisa była przyjaźń, a następnie związek z Joy Gresham, amerykańską pisarką pochodzenia żydowskiego, która przeszła z judaizmu na chrześcijaństwo. Lewis poznał ją dzięki listom, które lubił wymieniać z czytelnikami. Gresham, zauroczona jego twórczością, postanowiła go osobiście poznać. Zrobiła ona na pisarzu ogromne wrażenie. 23 kwietnia 1956 roku Joy i C.S. Lewis zawarli cywilny związek małżeński, który umożliwiał Joy pozostanie na stałe w Anglii, a jej synom dawał obywatelstwo brytyjskie. Rok później u Joy wykryto raka kości, a małżeństwo przeniosło się na stałe do domu w Kilns. Wtedy zdecydowali się również na zawarcie sakramentalnego związku. Miało to miejsce w pokoju szpitala Wingfield. Joy zmarła 13 lipca 1960 roku, tuż po wycieczce małżeństwa do Grecji i nad morze Egejskie. Po śmierci Joy Lewis wciąż opiekował się jej synami z poprzedniego małżeństwa.
Sfabularyzowany opis relacji Joy i Lewisa został przedstawiony w filmie Cienista dolina z Anthonym Hopkinsem i Debrą Winger w rolach głównych (1993).

### Śmierć

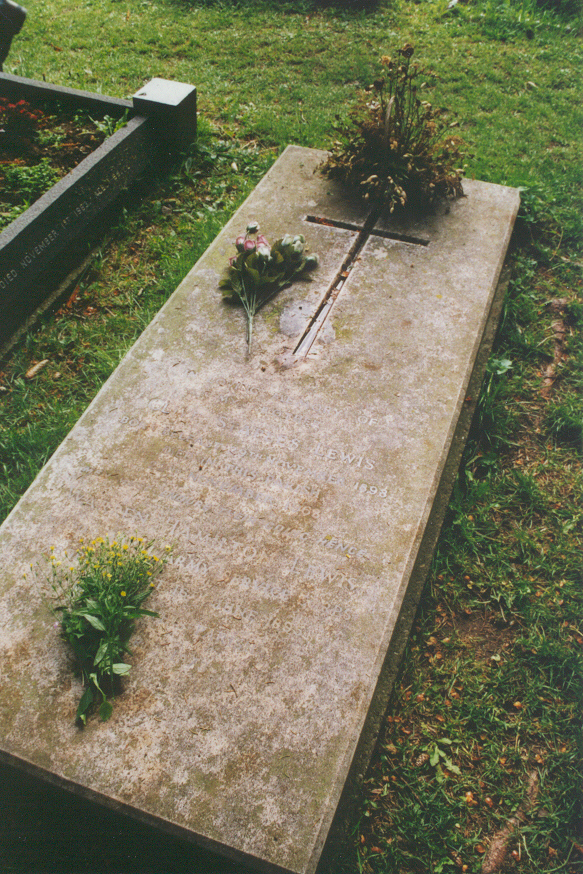
Grób C.S. Lewisa

Na początku czerwca 1961 roku Lewis zaczął podupadać na zdrowiu. Zdiagnozowano u niego zapalenie nerek, a także powodującą arytmię serca toksemię. Przez chorobę musiał opuścić semestr jesienny w Cambridge, lecz później jego stan zdrowia zaczął ulegać poprawie i już od kwietnia mógł prowadzić kolejne zajęcia. Dwa lata po tym, jak po raz pierwszy zaobserwowano oznaki choroby, tuż przed planowanym wyjazdem do Belfastu, Lewis doznał ataku serca. Po tym, jak został wypisany ze szpitala, zdecydował się na powrót do Kilns, był jednak zbyt chory, by ponownie włączyć się w działalność akademicką. W związku z tym zrezygnował ze swojej posady. Stan Lewisa stopniowo się pogarszał, w połowie listopada 1962 roku zdiagnozowano u niego końcowe stadium niewydolności nerek.
22 listopada, na tydzień przed jego 65. urodzinami, miał miejsce kolejny atak serca. Lewis upadł w swojej sypialni w Kilns i zmarł kilka minut później. W tym samym dniu miał miejsce zamach na prezydenta Johna F. Kennedy’ego, zmarł również Aldous Huxley. Ten zbieg okoliczności stał się inspiracją dla powstania książki Petera Kreefta Between Heaven and Hell: A Dialog Somewhere Beyond Death with John F. Kennedy, C.S. Lewis and Aldous Huxley (1982).
Lewis został pochowany na cmentarzu przy Kościele Świętej Trójcy w wiosce Headington Quarry. Jego brat Warren, który zmarł 9 kwietnia 1973, został pochowany w tym samym grobie.

## Twórczość

### Proza literacka
- Pakameria (1928)
- The Pilgrim’s Regress (1933)
- Trylogia kosmiczna (The Cosmic Trilogy, wydanie polskie w jednym tomie wydawnictwo Media Rodzina rok (2009)
  - Z milczącej planety (Out of the Silent Planet, 1938, wyd. polskie 1989)
  - Perelandra albo Podróż na Wenus (1943, wyd. polskie 1971)
  - Ta ohydna siła (That Hideous Strength, 1945, wyd. polskie Wydawnictwo M rok 1993)
- Listy starego diabła do młodego (The Screwtape Letters, 1942)
- Podział ostateczny (The Great Divorce, 1945, opowiadanie)
- Opowieści z Narnii (The Chronicles of Narnia)
  - Lew, czarownica i stara szafa (The Lion, the Witch, and the Wardrobe, 1950)
  - Książę Kaspian (Prince Caspian, 1951)
  - Podróż „Wędrowca do Świtu” (The Voyage of the Dawn Treader, 1952)
  - Srebrne krzesło (The Silver Chair, 1953)
  - Koń i jego chłopiec (The Horse and His Boy, 1954)
  - Siostrzeniec czarodzieja (The Magician’s Nephew, 1955)
  - Ostatnia bitwa (The Last Battle, 1956)
- Póki mamy twarze – Mit opowiedziany na nowo (Till We Have Faces, 1956) – polskie tłumaczenia: Łukasz Nicpan, Albert Gorzkowski (wydawnictwo Esprit, 2010, tytuł Dopóki mamy twarze)
- Letters to Malcolm: Chiefly on Prayer (1963)
- The Dark Tower and other stories (1977)
- Pakameria. Zanim Powstała Narnia (Boxen: The Imaginary World of the Young C.S. Lewis red. Walter Hooper, 1985)

### Poezja
- Spirits in Bondage (1919)
- Dymer (1926)
- Narrative Poems (antologia, red. Walter Hooper, 1969; zawiera Dymer)
- The Collected Poems of C.S. Lewis (antologia, red. Walter Hooper, 1994; zawiera Spirits in Bondage)

### Twórczość niebeletrystyczna
- Alegoria miłości (The Allegory of Love: A Study in Medieval Tradition, 1936) – Tłum. Magda Sobolewska (2017, Wydawnictwo Esprit)
- Rehabilitations and other essays (1939) – zawiera dwa eseje nie włączone do antologii Essay Collection z (2000 r.)
- The Personal Heresy: A Controversy (1939), wraz z E.M.W. Tillyardem
- Problem cierpienia (The Problem of Pain, (1940), rozważania)
- A Preface to Paradise Lost (1942)
- The Abolition of Man (1943)
- Cudy. Wprowadzenie ogólne (Miracles: A Preliminary Study, 1947, wydanie poprawione w 1960)
- Arthurian Torso (1948); o poezji Charlesa Williamsa
- O wierze i moralności chrześcijańskiej (Mere Christianity, 1952; wydany drukiem cykl pogadanek radiowych z (1941–1944))
- English Literature in the Sixteenth CenturyExcluding Drama (1954)
- Zaskoczony radością – moje wczesne lata (Surprised by Joy: The Shape of My Early Life, 1955; autobiografia)
- Reflections on the Psalms (1958)
- Cztery miłości (The Four Loves, (1960))
- Studies in Words (1960)
- An Experiment in Criticism (1961)
- Smutek (A Grief Observed, 1961; po raz pierwszy opublikowano pod pseudonimem N.W. Clerk)
- Odrzucony obraz. Wprowadzenie do literatury średniowiecznej i renesansowej (The Discarded Image: An Introduction to Medieval and Renaissance Literature, 1964, wyd. polskie (1986))
- Bóg na ławie oskarżonych (God in the Dock: Essays on Theology and Ethics (1970), = Undeceptions (1971) – włączone do antologii Essay Collection z (2000))
- Studies in Medieval and Renaissance Literature (1966) – nie zawarte w antologii Essay Collection (2000)
- Spenser’s Images of Life (red. Alastair Fowler, 1967)
- Listy do nieznajomej (Letters to an American Lady, 1967) – zbiór korespondencji
- Selected Literary Essays (1969, nie zawarte w antologii Essay Collection)
- Of Other Worlds (1982; eseje)
- All My Road Before Me: The Diary of C.S. Lewis 1922-27 (1993, pośmiertne wydanie dzienników C.S. Lewisa)
- Essay Collection: Literature, Philosophy and Short Stories (2000, antologia zawierająca eseje o literaturze i filozofii oraz opowiadania)

## Polskie przekłady twórczości
- Bóg na ławie oskarżonych. Tłum. M. Mroszczak (1985)
- Błądzenie pielgrzyma. Tłum. Z. Kościuk (1999)
- Brzemię chwały. Tłum. D. Bakalarz, J. Muranty (2012)
- Cudy. Wprowadzenie ogólne. Tłum. S. Pacuła (1958)
- Chrześcijaństwo po prostu. Tłum. Piotr Szymczak, Media Rodzina (2002)
- Cztery miłości. Tłum. Maria Wańkowicz (1962)
- Listy do nieznajomej. Tłum. Z. Kościuk (1997)
- Listy o modlitwie i moralności. Tłum. H. Bednarek i S. Pietraszko (1980)
- Listy starego diabła do młodego. Tłum. S. Pietraszko (1993)
- Mroczna Wieża. Tłum. A. Motyka (2013)
- O wierze i moralności chrześcijańskiej. Tłum. M. Ponińska (1959)
- Odrzucony obraz – Wprowadzenie do literatury średniowiecznej i renesansowej. Tłum. W. Ostrowski (1986)
- Opowieści z Narnii. Tłum. Andrzej Polkowski (od 1985)
- Ostatnia noc świata (2014). Tłum. Magda Sobolewska
- Pakameria. Zanim powstała Narnia. Tłum. Michał Juszkiewicz (2009)
- Póki mamy twarze – Mit opowiedziany na nowo. Tłum. Łukasz Nicpan (1992)
- Problem cierpienia (1997)
- Rozważania o chrześcijaństwie. Tłum. Irena Doleżal-Nowicka (1966)
- Podział ostateczny. Tłum. M. Sobolewska (1994)
- Smutek. Tłum. J. Olędzka (1967)
- Trylogia międzyplanetarna:
  - Perelandra. Tłum. Tadeusz Jan Dehnel (1971)
  - Z milczącej planety. Tłum. Andrzej Polkowski (1989)
  - Ta ohydna siła. Tłum. Andrzej Polkowski (1994)
- Trylogia kosmiczna. Tłum. Andrzej Polkowski (2009)
- Ziarna paproci i słonie. Tłum. Zofia Sroczyńska (1986)
- Koniec człowieczeństwa. Tłum. M. Sobolewska (2013)